# Cerithiopsis aralia
Cerithiopsis aralia is een slakkensoort uit de familie van de Cerithiopsidae. De wetenschappelijke naam van de soort is voor het eerst geldig gepubliceerd in 1953 door Olsson & Harbison.